# Roman Karkosik
Roman Krzysztof Karkosik (ur. 9 maja 1951) – polski przedsiębiorca, inwestor giełdowy, jeden z najbogatszych ludzi w Polsce.

## Życiorys
Pochodzi ze wsi Czernikowo koło Torunia, obecnie mieszka w pałacyku w pobliskim Kikole. W 1970 r. ukończył klasę mechaniczną Technikum Cukrowniczego w Toruniu. Jest technikiem mechanikiem o specjalności budowa maszyn i urządzeń przemysłu cukrowniczego.
Od końca lat 70. miał prowadzić w Czernikowie bar, później zaś fabrykę napojów. W 1989 r. rozpoczął produkcję przewodów i kabli. Działalność tę prowadzi nadal jako osoba fizyczna pod szyldem KARO – Roman Karkosik. By pozyskiwać potrzebny surowiec (metale kolorowe), otworzył sieć punktów skupu złomu. W 1991 rozpoczął działalność na rynku tworzyw sztucznych, produkując butelki typu PET do napojów.
Od 1993 r., razem z żoną Grażyną, inwestuje na Giełdzie Papierów Wartościowych w Warszawie. W sierpniu 2005 był większościowym akcjonariuszem spółki Boryszew, kontrolował także giełdowe spółki Impexmetal, Skotan, Alchemia i Hutmen. W 2018 roku zapadł prawomocny wyrok, według którego w 2013 r. małżeństwo dopuściło się manipulacji giełdowej na akcjach Boryszewa.
W rankingu miesięcznika Forbes z 2008 r. zajął 1014. miejsce, z majątkiem wycenionym na 1,1 mld dolarów, natomiast w 2007 zajął 557. miejsce (3. spośród obywateli Polski, za Michałem Sołowowem i Leszkiem Czarneckim – awans z 5. pozycji w 2006), z majątkiem wycenianym na 1,8 mld dolarów. Z kolei na liście „100 Najbogatszych Polaków” tygodnika „Wprost”, z majątkiem wycenianym na 3,6 mld zł, w 2006 r. zajął 2. miejsce (za Janem Kulczykiem) i 46. na liście 100 najbogatszych Europy Środkowej i Wschodniej. W 2011 i 2012 r. znajdował się na miejscu 5. według rankingu gazety „Wprost”. Jego majątek szacowany jest obecnie na 3,06 mld złotych.
Pod koniec 2006 Roman Karkosik zdecydował się zostać głównym udziałowcem KS Toruń Unibax S.A. i sponsorować toruński żużel. Drużyna od sezonu 2007 występuje pod nazwą Unibax Toruń. 28 marca 2014 zapowiedział, że po sezonie 2014 wycofa się z finansowania polskiego żużla.
Jest postacią mało znaną publicznie. Uważa, że rozgłos nie służy interesom.